# ستيفن بيرد
ستيفن بيرد (بالإنجليزية: Stephen Baird)‏ هو مغن مؤلف أمريكي، ولد في 18 أبريل 1944.

## روابط خارجية
- ستيفن بيرد على موقع IMDb (الإنجليزية)